# 少年 (電影)
《少年》（英語：May You Stay Forever Young）是一部2021年由任俠、林森執導的香港電影，於台北金馬影展作世界首映，並於第58屆金馬獎入圍最佳新導演、最佳剪輯2個獎項。2022年4月8日在臺灣上映。

## 劇情
2019年反送中運動期間，一名剛被拘捕獲釋的少女YY計畫要跳樓死諫，一群曾跟他一同遭拘捕的少年跟社工獲知後，在香港街頭東奔西跑試圖尋找少女以阻止她自殺，當中包括葵盛西邨，葵涌廣場和旺角。

## 演員
- 孫君陶 飾 林梓南（阿南)
- 子穎 飾 黎家欣（YY）
- 唐嘉輝 飾 呂士奇（Louis）
- 李珮怡 飾 子悅（YY朋友）
- 彭珮嵐 飾 阿包（社工）
- 孫澄 飾 輝哥
- 麥穎森 飾 輝妹
- 何煒華 飾 攬炒君
- 任俠 飾 便衣警察

## 製作
電影於2019年10月開機，拍攝時出現許多狀況，包括歷經2020年新冠肺炎疫情爆發而停拍、國安法通過以及部分演員與資金因題材問題而臨時退出，到2020年9月再次重拍和補拍之後才得以完成，製作預算約港幣60萬元。導演同時透露拍攝期間亦擔心在蒙面法和限聚令下，可能因此而被截查、罰錢、甚至被捕。但素人演員仍然非常積極去投入角色，包括街頭拍攝尋人的戲是直接問路人。
電影原名為《救命》，後來在報名金馬獎前決定改為《少年》，英文片名May You Stay Forever Young則取自巴布·狄倫歌曲〈Forever Young〉的歌詞。

## 獎項
| 年份 | 頒獎典禮     | 獎項       | 入圍者／作品 | 結果 |
| ---- | ------------ | ---------- | ------------ | ---- |
| 2021 | 第58屆金馬獎 | 最佳新導演 | 任俠、林森   | 提名 |
| 2021 | 第58屆金馬獎 | 最佳剪輯   | 任俠、L2     | 提名 |
| 2021 | 第58屆金馬獎 | 奈派克獎   | 少年         | 獲獎 |

## 外部連結
- 少年的Facebook專頁
- 少年電影之台灣的Facebook專頁
- 少年的Instagram帳戶
- 互联网电影数据库（IMDb）上《少年》的资料（英文）